# ماکسمیلیانوو (استان اشوی‌داشکسیه)
ماکسمیلیانوو (به لهستانی: Maksymilianów) یک منطقهٔ مسکونی در لهستان است که در گمینا باوتوو واقع شده‌است. ماکسمیلیانوو ۲۳۰ نفر جمعیت دارد.